# Гордон, Чарльз, 10-й маркиз Хантли
Чарльз Гордон, 10-й маркиз Хантли (англ. Charles Gordon, 10th Marquess of Huntly; 4 января 1792 — 18 сентября 1863) — британский аристократ и политик, вначале член партии тори (1818—1830), а затем виг (с 1830). Он титуловался как лорд Стратэйвон с 1794 по 1836 год и граф Эбойн с 1836 по 1853 год

## Ранняя и политическая жизнь
Родился 4 января 1792 года в Ортон-Лонгвилле, графство Кембриджшир. Старший сын Джорджа Гордона, 5-го графа Эбона (1761—1853), впоследствии 9-го маркиза Хантли, и его жены Кэтрин Коуп (? — 1832), дочери сэра Чарльза Коупа, 2-го баронета. Среди его младших братьев и сестер были: леди Кэтрин Сьюзен Гордон, жена Чарльза Кавендиша, 1-го барона Чешема ; лорд Джордж Гордон (ректор Честертона, женат на Шарлотте Энн Воган); леди Шарлотта София Гордон; леди Мэри Гордон (жена Фредерика Чарльза Уильяма Сеймура, сына лорда Хью Сеймура); адмирал лорд Фредерик Гордон-Халлибертон (женат на леди Августе Фицкларенс, сестре Джорджа Фицкларенса, 1-го графа Мюнстера, дочь короля Вильгельма IV и его любовницы Доротеи Джордан); майор лорд Генри Гордон (женат на Луизе Пейн); лорд Сесил Джеймс Гордон-Мур (женат на Эмили Мур); подполковник лорд Фрэнсис Гордон (женат на Изабель Грант, дочери генерал-лейтенанта сэра Уильяма Кира Гранта).
Он получил образование в колледже Святого Иоанна в Кембридже.
Карьера
Чарльз Гордон был избран в Палату общин в 1818 году в качестве депутата от тори от Ист-Гринстеда, затем он был избран депутатом от вигов от Хантингдоншира в 1830 году.
С 1826 по 1830 год он был лордом опочивальни, а затем лордом в ожидании с 1840 по 1841 год, его последней должностью был лорд-лейтенант Абердиншира с 1861 года до своей смерти.
После смерти своего отца в 1853 году он унаследовал маркизат Хантли и графство Эбойн (оба в Пэрстве Шотландии), а также баронство Мелдрум в пэрстве Соединённого Королевства.

## Крикет
Маркиз Хантли играл в крикет за Хэмпшир, Мидлсекс, Кент, Суррей и крикетный клуб Мэрилебона с 1819 по 1843 год. Хантли играл как для игроков, так и для джентльменов в ежегодных матчах между двумя сторонами, однозначно став единственным представителем аристократии, который появился для игроков, когда он сделал это в 1819 году. По-видимому, это произошло из-за того, что он сделал ставку на игроков. Он играл за джентльменов в матче в 1827 году.
Он был членом Крикетного клуба Мэрилебон около 50 лет и его президентом в 1821—1822 годах. Его брат, Фрэнсис Гордон, также играл в крикет, в том числе за Крикетный клуб Мэрилебон, и выступал вместе с Хантли за джентльменов в 1827 году. Отец брата был одним из первых членов Крикетного клуба Мэрилебон.

## Личная жизнь
2 марта 1826 года Чарльз Гордон женился первым браком на леди Элизабет Генриетте Конингем (? — 24 августа 1839), старшей дочери генерала сэра Генри Конингема, 1-го маркиза Конингема, и Элизабет Денисон (дочери Джозефа Денисона из Симера, Йорк). У них не было детей до её смерти в 1839 году.
9 апреля 1844 года 54-летний Чарльз Гордон вторым браком женился на 21-летней Марии Антуанетте Пегус (30 апреля 1822 — 10 августа 1893), единственной оставшейся в живых дочери преподобного Уильяма Питера Пегуса и бывшей Шарлотты Сюзанны Лейард (дочери преподобного Чарльза Лейарда, декана Бристольского университета). Мария была сводной сестрой Джорджа Берти, 10-го графа Линдси. С Марией у него было четырнадцать детей, последний родился через пять месяцев после его смерти:
- Леди Мэри Кэтрин Гордон (1845 — 8 сентября 1930), которая в 1866 году вышла замуж за Эдмунда Тернора[1]
- Леди Эвелин Элизабет Гордон (22 марта 1846 — 16 марта 1921), которая в 1863 году вышла замуж за Гилберта Хиткоута-Драммонда-Уиллоуби, 1-го графа Анкастера[1]
- Чарльз Гордон, 11-й маркиз Хантли (5 марта 1847 — 20 февраля 1937), а лорд в ожидании, капитан вооруженных джентльменов, тайный советник и лорд-ректор Абердинского университета[1].
- Лорд Льюис Гордон (3 марта 1848 — 7 сентября 1870), погибший в море на корабле HMS Captain[1].
- Лорд Бертран Гордон (24 июля 1850 — 10 августа 1869), умерший неженатым[1].
- Лорд Дуглас Уильям Коуп Гордон (11 октября 1851 — 4 августа 1888), подполковник и член парламента[1].
- Лорд Эсме Стюарт Гордон (12 марта 1853 — 28 сентября 1900), женат с 1874 года на Элизабет Энн Фиппен Браун[1].
- Леди Грейс Сесилия Гордон (1854 — 12 мая 1941), которая в 1878 году вышла замуж за Хью Лоутера, 5-го графа Лонсдейла[1].
- Лорд Гранвилл Армайн Гордон (14 июня 1856 — 14 июня 1907), женат с 1878 года на Шарлотте Д’Оль Ро, дочери Генри Роу из Маунт-Данвилл-парка[1].
- Леди Маргарет Этель Гордон (1858 — 28 апреля 1950), которая в 1881 году вышла замуж за Джорджа Ормсби-Гора, 3-го барона Харлеха[1]
- Лорд Рэндольф Ситон Гордон (17 мая 1859 — 16 июля 1859), умерший в младенчестве[1]
- Леди Елена Мэри Гордон (1861 — 19 января 1936), которая в 1885 году вышла замуж за майора Джорджа Лэмплу Уикхем из Уэзерби
- Леди Эдит Бланш Гордон (1861 — 25 декабря 1862), умерла в детстве[1]
- Леди Этельреда Кэролайн Гордон (февраль 1864 — 9 мая 1961), которая в 1884 году вышла замуж за подполковника Генри Уикхема из Ондла, младшего сына Лэмпла Уикхема[1].

Лорд Хантли умер в Ортон-Лонгвилле 18 сентября 1863 года в возрасте 71 года. Его титулы перешли к его старшему сыну Чарльзу. Его вдова умерла 10 августа 1893 года.

## Титулатура
- 10-й маркиз Хантли с 17 июня 1853 (Пэрство Шотландии)
- 15-й граф Хантли с 17 июня 1853 (Пэрство Шотландии)
- 10-й граф Энзи с 17 июня 1853 (Пэрство Шотландии)
- 10-й лорд Гордон из Баденоха с 17 июня 1853 (Пэрство Шотландии)
- 6-й граф Эбойн с 17 июня 1853 (Пэрство Шотландии)
- 6-й лорд Гордон Гордона из Стратэйвона и Гленливета с 17 июня 1853 (Пэрство Шотландии)
- 2-й барон Мелдрум из Морвена с 17 июня 1853 (Пэрство Соединённого королевства).